# Astarte
Astarte — женская блэк-метал группа из Афин, названная в честь богини Астарты.

## История
Вначале Astarte была сформирована под именем Lloth в сентябре 1995 года в Элефсисе. Оригинальный состав включал в себя Марию Колокоури (Maria Kolokouri, a.k.a. Tristessa, a.k.a. Lady Lilith) (бас, гитара, клавишные, впоследствии ведущий вокал), Nemesis (гитара) и Kinthia (вокал, гитара). Сессионным ударником группы был Psychoslaughter из греческой группы Invocation.
Под именем Lloth в 1997 году группа записала демо Dancing in the Dark Lakes of Evil. Вскоре после этого группа сменила название на Astarte, в честь богини плодородия, сексуальности и войны Астарты. Их дебютный полноформатный альбом Doomed Dark Years был выпущен в 1998 году на лейбле Black Lotus Records, два последующих альбома Rise from Within и Quod Superius, Sicut Inferius также были изданы на этом лейбле в 2000 и 2002 годах. В 2003 году группа записала кавер на песню «Sorrows Of The Moon» для трибьютного альбома Celtic Frost Order of the Tyrants, выпущенного Black Lotus Records.
После изменений в составе, в результате которых покинувших группу Nemesis и Kinthia заменили Katharsis (клавишные) и Hybris (гитара), они выпустили четвёртый и пятый альбомы на лейбле Avantgarde Music, последний из них, Demonized, вышел в 2007 году.
1 января 2010 года в блоге на MySpace Тристесса сообщила, что ведётся работа над новым альбом, но в силу личных причин процесс идёт медленно. В октябре 2013 года группа заявила о готовности записать альбом на студии. Были озвучены название альбома — Blackdemonium, и новый состав группы. Однако, 31 декабря 2013 года муж Тристессы Николас Маиис опубликовал сообщение, согласно которому вокалистка находится в больнице в тяжёлом состоянии с диагнозом лейкемия. 9 августа 2014 года Маиис опубликовал другое сообщение, из которого стало известно, что Тристесса сумела победить лейкемию благодаря трансплантации костного мозга, однако операция привела к другим осложнениям, которые ухудшили состояние и без того слабого организма. Она скончалась на следующий день, что привело к окончательному распаду группы. Позже Николас в память о Тристессе возродил группу под названием Lloth в полностью новом составе, в 2017 году вышел альбом Athanati.

## Участники группы

### Последний состав
- Мария «Tristessa» Колокури — бас-гитара, гитара, клавишные (1995—2014), вокал (2003—2014)
- Николас «SIC» Маиис — вокал;
- Ice — ударные;
- Джим Харисис — гитара, бас-гитара.

### Сессионные участники
- Lycon — гитара, бас-гитара.

### Бывшие участники
- Nemesis — гитара (1995—2003);
- Kinthia — гитара, ведущий вокал (1995—2003);
- Katharsis — клавишные (2003—2008);
- Psychoslaughter aka Aithir — сессионные ударные (1995—2002) (Invocation (Grc), Kaiadas, Legion of Doom (Grc), The Shadow Order, Ichor (Grc), Lloth, Naer Mataron);
- Stelios Darakis — ударные;
- Stelios Mavromitis — гитара;
- Derketa — клавишные;
- Hybris — гитара.

### Специальные гости
- Nicolas Maiis из Lloth (Bitterness Of Mortality (MecomaN) с альбома Sirens, God Among Men с альбома Demonized);
- Аттила Чихар из Mayhem (Lycon с альбома Demonized);
- Henri Sattler из God Dethroned (Queen of the Damned с альбома Demonized);
- Ангела Госсов из Arch Enemy (Black at Heart с альбома Demonized);
- Сакис Толис из Rotting Christ (Oceanus Procellarum (Liquid Tomb) с альбома Sirens);
- Shagrath из Dimmu Borgir (The Ring of Sorrow с альбома Sirens);
- Спирос «Seth» Антониу из Septic Flesh (Astarte с альбома Quod Superius Sicut Inferius).

## Дискография

### Lloth
| Год  | Дата выхода | Название                          | Тип  | Лейбл |
| ---- | ----------- | --------------------------------- | ---- | ----- |
| 1997 |             | Dancing in the Dark Lakes of Evil | Демо | ---   |

### Astarte
| Год  | Дата выхода            | Название                            | Тип            | Лейбл                   |
| ---- | ---------------------- | ----------------------------------- | -------------- | ----------------------- |
| 1998 | 1 января               | Doomed Dark Years                   | Полноформатный | Black Lotus             |
| 2000 | 13 февраля             | Rise from Within                    | Полноформатный | Black Lotus             |
| 2002 | 1 февраля              | Quod Superius, Sicut Inferius       | Полноформатный | Black Lotus             |
| 2004 | 21 апреля              | Sirens                              | Полноформатный | Avantgarde Music        |
| 2007 | точная дата неизвестна | The Ring (of Sorrow) / Lloth        | Сингл          | Hot Fucked Shit Records |
| 2007 | 26 февраля             | Demonized                           | Полноформатный | Avantgarde Music        |
| 2016 |                        | The Rise of the Black Metal Goddess | Сборник        | Bluespoon Records       |
| 2019 | 15 ноября              | 1997-2014: The Doomed Dark Years    | Бокс-сет       | Azermedoth Records      |

## Видеоклипы
| Год  | Композиция        | С альбома |
| ---- | ----------------- | --------- |
| 2004 | Black Mighty Gods | Sirens    |
| 2007 | Mutter            | Demonized |
| 2008 | Everlast          | Demonized |

### Интервью
- Lucifera. Интервью с Kinthia (англ.). Endemoniada webzine. Дата обращения: 7 июля 2011. Архивировано из оригинала 27 января 2008 года.;
- Astarte interview (англ.). Metaladies.com (24 марта 2009). Дата обращения: 7 июля 2011. Архивировано из оригинала 7 июля 2011 года..